# اس‌اس پاریس (۱۹۱۶)
اس‌اس پاریس (۱۹۱۶) (به انگلیسی: SS Paris (1916)) یک کشتی بود که طول آن ۷۶۴ فوت (۲۳۳ متر) بود. این کشتی در سال ۱۹۱۶ ساخته شد.